# Niels Oosthoek
Niels Oosthoek (Hilversum, 25 juni 1990) is een Nederlands presentator, acteur en youtuber.

## Biografie
Oosthoek maakte in september 2008 zijn acteerdebuut als Lucas in de film Radeloos een verfilming van het gelijknamige boek van Carry Slee. Hierna speelde hij in diverse reclames van KFC.
Van oktober 2010 tot en met april 2011 vertolkte Oosthoek de rol van Gerben in de KRO-serie VRijland.
Oosthoek startte in 2010 aan de studie Media & Cultuur op de Universiteit van Amsterdam. Na het afronden van zijn studie in 2014 richtte hij zich op het maken van content voor YouTube. 
Samen met twee studiegenoten startte hij begin 2014 het YouTube-kanaal Gierige Gasten, waarin Oosthoek met hen verschillende experimenten uitvoerde om te kijken hoe op een slimme manier geld bespaard kan worden. In april 2019 verkochten ze het kanaal aan Talpa Network en drie jaar later, in april 2022, stapte Oosthoek op bij het kanaal.
In het najaar van 2021 nam Oosthoek samen met Mark Baanders de presentatie op zich van het PowNed-programma Onrecht!.
In 2022 was Oosthoek een van de deelnemers aan het 22e seizoen van het RTL 4-programma Expeditie Robinson. Hij viel als twaalfde af en eindigde daarmee op de tiende plek.

## Filmografie

### Film
- 2008: Radeloos, als Lucas
- 2013: Vrije wil (korte film)
- 2014: Forever after (korte film), als Joker
- 2014: Breekbaar (korte film), als John
- 2024: Expeditie Cupido, als Rutger

### Televisie

#### Als acteur
- 2010-2011: VRijland, als Gerben
- 2011: Rembrandt en ik, als Gerard Dou
- 2012: Sinterklaasjournaal, als man op straat
- 2013: Malaika, als Joeri
- 2021: We Out Here, als jongen op Tinder

#### Overig
- 2009: Het Sprookje van Joris en de draak, als Joris
- 2014-2022: Gierige Gasten (YouTube-kanaal), als presentator
- 2018: De Viral Fabriek, als coach
- 2019: Travel with a goat, eenmalige presentatie[8]
- 2020: De Kluis, als deelnemer
- 2021: Onrecht!, duopresentatie met Mark Baanders
- 2022: Expeditie Robinson, als deelnemer
- 2022-heden: GREEDY GUYS (YouTube-kanaal), als presentator
- 2023: Hunted VIPS, als deelnemer met Mark Baanders
- 2023: Weet Ik Veel, als deelnemer
- 2023: Waku Waku, als deelnemer
- 2024: De Verraders Halloween, als verrader (winnaar)